# 25 leichte Etüden (Burgmüller)
Die 25 leichten Etüden op. 100 von Friedrich Burgmüller (1806–1874) sind eine bekannte Sammlung von Klavierstücken, die vor allem bei Klavieranfängern und -schülern im Unterricht beliebt sind. Dem Komponisten gelingt es dabei, technische Probleme mit ansprechenden musikalischen Einfällen zu verknüpfen, womit er sich beispielsweise von vielen anderen (teilweise) ‚trockneren‘ Etüdenwerken unterscheidet.

## Kurzeinführung
Eine jede der musikpädagogisch wertvollen Etüden konzentriert sich auf einen bestimmten technischen Aspekt oder eine bestimmte musikalische Idee, wodurch sie ideal für die Entwicklung der pianistischen Fähigkeiten sind und ein beliebtes Unterrichtsmaterial darstellen.
Die Titelgebung der einzelnen 25 Etüden liefert dabei der Fantasie des Spielers Anregungen:

1. La candeur [Offenen Sinnes] C-Dur
2. Arabesque a-Moll
3. Pastorale [Hirtenweise] G-Dur
4. Petite réunion [Kindergesellschaft] C-Dur
5. Innocence [Unschuld] F-Dur
6. Progrès [Fortschritt] C-Dur
7. Courant limpide [Rieselnder Bach] G-Dur
8. La gracieuse [Die Anmutige] F-Dur
9. La chasse [Die Jagd] C-Dur
10. Tendre fleur [Zarte Blume] D-Dur
11. La bergeronette [Die Bachstelze] C-Dur
12. Adieu [Abschied] a-Moll
13. Consolation [Trost] C-Dur
14. La styrienne [Steirisch] G-Dur
15. Ballade c-Moll
16. Douce plainte [Sanfte Klage] g-Moll
17. Babillarde [Plappermäulchen] F-Dur
18. Inquitétude [Unruhe] e-Moll
19. Ave Maria A-Dur
20. Tarentelle d-Moll
21. Harmonie des anges [Engelsstimmen] G-Dur
22. Barcarolle [Gondellied] As-Dur
23. Retour [Heimkehr] Es-Dur
24. L’hirondelle [Die Schwalbe] G-Dur
25. La chevaleresque [Des Edelfräuleins Ritt] C-Dur

Diese Etüden bieten eine gute Mischung aus technischen Herausforderungen und musikalischem Ausdruck, was sie zu einem festen Bestandteil des Standardrepertoires für Klavieranfänger macht.
Die Ausgabe in der Edition Peters (Nr. 3101) wurde von Adolf Ruthardt herausgegeben, es gibt auch viele weitere Editionen.
In der Beschreibung zur Ausgabe bei der Universal Edition heißt es:

„Friedrich Burgmüller wäre heute vermutlich völlig vergessen, hätte er sich nicht als erfahrener Pädagoge mit leicht spielbaren, aber brillant klingenden Etüden einen Namen gemacht.“